# ジェイソン・ブルジョワ
- ジェイソン・ボジョア

ジェイソン・ジェロッド・ブルジョワ（Jason Jerrod Bourgeois, 1982年1月4日 - ）は、アメリカ合衆国テキサス州ヒューストン出身の元プロ野球選手（外野手）。右投右打。現在は、MLBのシカゴ・ホワイトソックスの一塁コーチを務める。
姓のBourgeoisは中産階級を表すフランス語のブルジョワジー（ブルジョワ）と同じであり、発音はブーシュワ（BOOSH-wah）のが近い。ただし、アコースティック・ギターのモデル・シリーズとして知られ、綴りが同じのBourgeoisが、以前より日本ではボジョア表記されてきたため、この選手も倣ってジェイソン・ボジョアとしているメディアも多い。

## 経歴

### プロ入りとマイナー時代
2000年のMLBドラフト2巡目（全体56位）でテキサス・レンジャーズから指名され、プロ入り。
2005年3月25日にウェイバー公示を経てアトランタ・ブレーブスへ移籍した。
オフの12月8日にルール・ファイブ・ドラフト（マイナーリーグ・フェイズ）でシアトル・マリナーズから指名され、移籍した。

### ホワイトソックス時代
2006年12月9日にシカゴ・ホワイトソックスと契約を結んだ。
2008年9月6日にメジャー初昇格を果たし、9日にメジャーデビューを果たした。

### ブルワーズ時代
2008年11月24日にミルウォーキー・ブルワーズとマイナー契約を結び、傘下のAAA級ナッシュビル・サウンズへ配属された。
2009年8月12日にビル・ホールのDFAに伴ってメジャーに昇格した。

### アストロズ時代
2009年10月26日にウェイバー公示を経てヒューストン・アストロズへ移籍した。
2010年1月20日にDFAとなり、傘下のAAA級ラウンドロック・エクスプレスへ降格した。シーズン開幕後、6月10日にメジャーに昇格した。
2011年はナショナルリーグ9位の31盗塁を記録した。

### ロイヤルズ時代
2012年3月20日にケビン・チャップマンとのトレードで、ハンベルト・キンテーロと共にカンザスシティ・ロイヤルズへ移籍した。オフの11月2日にDFAとなり、12日にFAとなった。

### レイズ時代
2012年12月6日にタンパベイ・レイズと契約を結んだ。2013年8月23日にDFAとなった。

### レッズ時代
2013年11月5日にシンシナティ・レッズとマイナー契約を結んだ。2014年9月1日にセプテンバーコールアップで昇格した。
2015年オフに自由契約となった。

### ダイヤモンドバックス傘下時代
2015年12月11日にアリゾナ・ダイヤモンドバックスとマイナー契約を結び、2016年のスプリングトレーニングに招待選手として参加することになった。
シーズン開幕後は傘下のAAA級リノ・エーシズでプレーしていたが、メジャー昇格はならなかった。

### ホワイトソックス傘下時代
2016年5月23日に金銭トレードで、ホワイトソックスへ移籍し、傘下のAAA級シャーロット・ナイツへ配属された。この年はメジャーでの出場は無かった。オフの11月7日にFAとなったが、2017年1月7日にマイナー契約で再契約し、スプリングトレーニングに招待選手として参加することになった。
2017年もAAA級シャーロットでプレーし、オフの11月7日にFAとなった。

### メキシカンリーグ時代
2017年12月4日にメキシカンリーグのキンタナロー・タイガースと契約を結んだ。
2018年7月15日に自由契約となり、この年が現役最後のシーズンとなった。

### 現役引退後
2019年にロサンゼルス・ドジャース傘下のA級グレートレイクス・ルーンズのコーチ補佐に就任し、その後はドジャース傘下での外野守備走塁コーディネイターを2021年から3年間務めた。
2024年シーズンからはホワイトソックスの一塁コーチを務める。

## 詳細情報

### 年度別打撃成績
| 年 度    | 球 団    | 試 合 | 打 席 | 打 数 | 得 点 | 安 打 | 二 塁 打 | 三 塁 打 | 本 塁 打 | 塁 打 | 打 点 | 盗 塁 | 盗 塁 死 | 犠 打 | 犠 飛 | 四 球 | 敬 遠 | 死 球 | 三 振 | 併 殺 打 | 打 率 | 出 塁 率 | 長 打 率 | O P S |
| -------- | -------- | ----- | ----- | ----- | ----- | ----- | -------- | -------- | -------- | ----- | ----- | ----- | -------- | ----- | ----- | ----- | ----- | ----- | ----- | -------- | ----- | -------- | -------- | ----- |
| 2008     | CWS      | 6     | 3     | 3     | 0     | 1     | 1        | 0        | 0        | 2     | 0     | 0     | 0        | 0     | 0     | 0     | 0     | 0     | 0     | 0        | .333  | .333     | .667     | 1.000 |
| 2009     | MIL      | 24    | 40    | 37    | 6     | 7     | 0        | 0        | 1        | 10    | 3     | 3     | 0        | 0     | 0     | 3     | 0     | 0     | 7     | 2        | .189  | .250     | .270     | .520  |
| 2010     | HOU      | 69    | 136   | 123   | 16    | 27    | 4        | 1        | 0        | 33    | 3     | 12    | 4        | 0     | 0     | 13    | 0     | 0     | 16    | 5        | .220  | .294     | .268     | .562  |
| 2011     | HOU      | 93    | 252   | 238   | 30    | 70    | 8        | 2        | 1        | 85    | 16    | 31    | 6        | 4     | 0     | 10    | 0     | 0     | 24    | 5        | .294  | .323     | .357     | .680  |
| 2012     | KC       | 30    | 66    | 62    | 10    | 16    | 2        | 1        | 0        | 20    | 5     | 5     | 4        | 0     | 0     | 4     | 0     | 0     | 4     | 1        | .258  | .303     | .323     | .626  |
| 2013     | TB       | 9     | 18    | 16    | 2     | 3     | 0        | 0        | 1        | 6     | 2     | 0     | 0        | 0     | 0     | 2     | 0     | 0     | 4     | 0        | .188  | .278     | .375     | .653  |
| 2014     | CIN      | 18    | 34    | 33    | 5     | 8     | 0        | 1        | 0        | 10    | 1     | 0     | 0        | 0     | 0     | 1     | 0     | 0     | 6     | 1        | .242  | .265     | .303     | .568  |
| 2015     | CIN      | 68    | 212   | 196   | 28    | 47    | 5        | 2        | 3        | 65    | 14    | 3     | 1        | 1     | 0     | 14    | 0     | 1     | 33    | 2        | .240  | .294     | .332     | .625  |
| MLB：8年 | MLB：8年 | 317   | 761   | 708   | 97    | 179   | 20       | 7        | 6        | 231   | 44    | 54    | 15       | 5     | 0     | 47    | 0     | 1     | 94    | 16       | .253  | .300     | .326     | .627  |

### 背番号
- 38 （2008年）
- 16 （2009年）
- 11 （2010年 - 2011年）
- 30 （2012年、2014年 - 2015年）
- 13 （2013年）